# Westerland (rose)
Pour les articles homonymes, voir Westerland.
'Westerland' est un cultivar de rosier floribunda, créé par la maison Kordes en Allemagne de l'Ouest en 1969, issu du croisement de 'Friedrich Wörlein' et de 'Circus'.
Cette rose est nommée d'après le village balnéaire de Westerland sur l'île de Sylt.
Elle est présente avec succès dans de nombreux jardins du monde.

## Description
Ce rosier buisson peut atteindre 2 m de hauteur et il peut même être élevé comme petit rosier grimpant dans les régions d'Europe méridionale. Il fleurit de juin à l'automne en des bouquets de cinq à dix fleurs parfumées de couleur allant de l'ambre à l'orangé abricot.
La croissance de 'Westerland' est rapide et son feuillage, vert foncé, est sain. Il a donné naissance aux États-Unis à 'Autumn Sunset' en 1986.

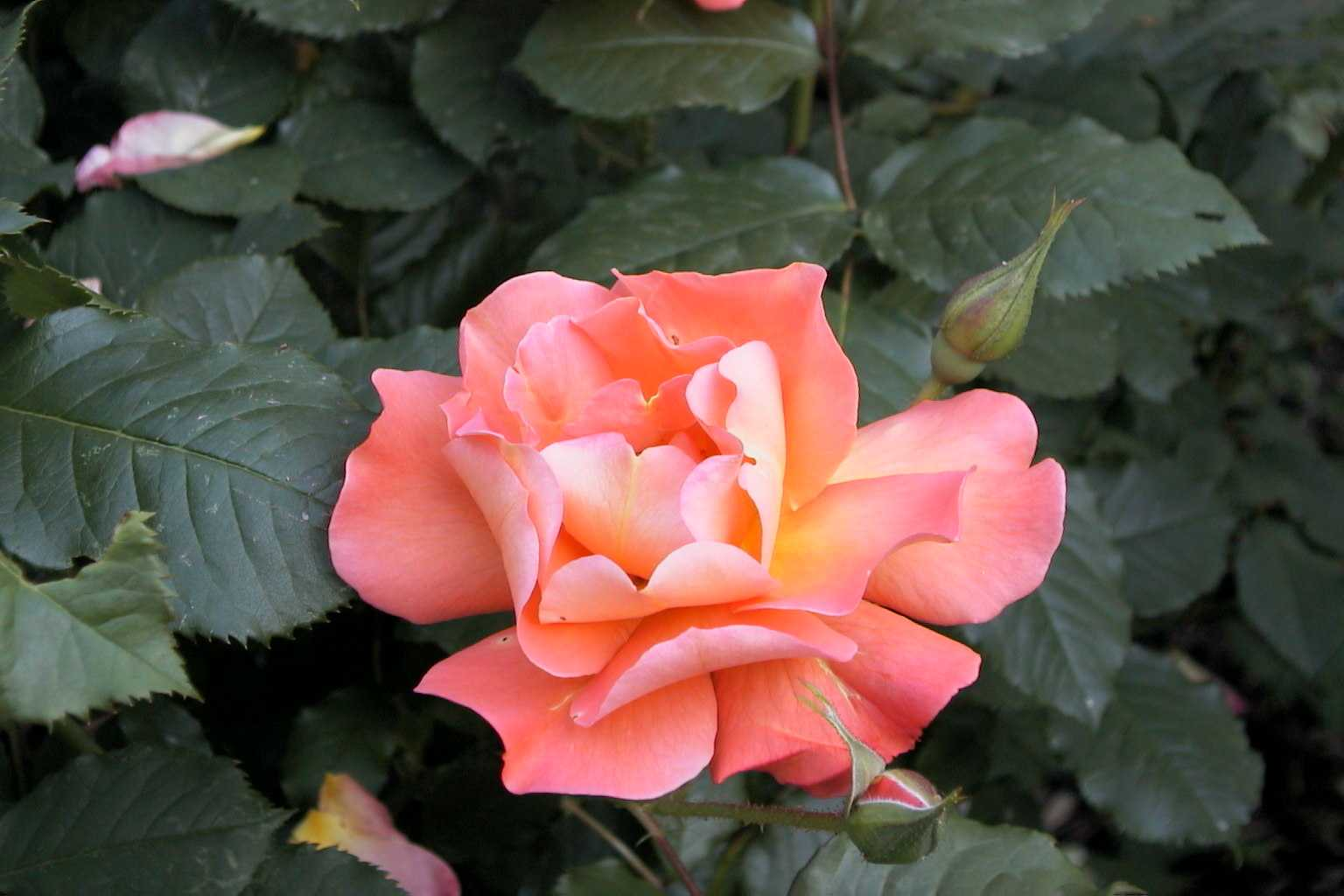
Vue d'une rose 'Westerland' épanouie

## Distinctions
- 1974 - Anerkannte Deutsche Rose (Rosier ADR)
- 1993 - Award of Garden Merit de la Royal Horticultural Society